# Comitato Centrale degli Ebrei di Polonia
Il Comitato Centrale degli Ebrei di Polonia (in polacco: Centralny Komitet Żydów Polskich, abbr. CKŻP, in yiddish: צענטראל קאמיטעט פון די יידו אין פוילו; Centraler Komitet fun di Jidn in Pojln) era una rappresentanza politica degli ebrei in Polonia dal 1944 al 1950.

## Storia
Il CKŻP  venne convocato il 12 novembre 1944 in sostituzione del Comitato Temporaneo degli Ebrei in Polonia (in polacco: Tymczasowy Centralny Komitet Żydów Polskich, abbr. TCKŻP), il quale era stato fondato un mese prima al fine di rappresentare gli ebrei davanti al potere dello stato ed organizzare l’assistenza e l'aiuto per gli ebrei sopravvissuti all’Olocausto. Dopo la liberazione dei territori polacchi, il Comitato fu trasferito a Łódź, una città che divenne in quel periodo il centro della diaspora ebraica dei superstiti della Shoah, dove rimase, fino alla metà degli anni ’50.
Creata presso TCKŻP, la Commissione Storica (in polacco: Komisja Historyczna) fu trasformata nella Commissione Centrale Ebraica di Storia (in polacco: Centralna Żydowska Komisja Historyczna). I doveri principali della Commissione furono di raccogliere le testimonianze dei sopravvissuti all’Olocausto, anche per aiutare a braccare i criminali nazisti. Nel maggio del 1947 la Commissione divenne l’Istituto Ebraico di Storia (in polacco: Żydowski Instytut Historyczny).
Dal 1946 la maggioranza (il 80%) dei fondi del CKŻP veniva dalle sovvenzioni dell'American Jewish Joint Distribution Committee. Il comitato coordinava il rimpatrio, lo stanziamento ed il sostegno dei rimpatriati. A partire dal maggio del 1946 funzionava il Reparto d’Istruzione (in polacco: Wydział Szkolny): nell’anno scolastico 1946/1947, il CKŻP riuscì a creare sotto i propri auspici 28 scuole e l’anno successivo ne fondò 33 (con circa 3000 studenti). Nelle scuole del CKŻP c’era un programma che ricalcava il programma delle scuole pubbliche. in più, si insegnavano materie addizionali come lingua e letteratura dello yiddish, lingua ebraica, storia degli ebrei; inoltre il programma non conteneva lezioni di religione ed il sabato era libero. Oltre alle scuole, c’erano 11 orfanotrofi e 60 case di riposo per anziani.
Nel 1945 fu creata la Biblioteca Centrale Ebraica (in polacco: Centralna Biblioteka Żydowska). Dall’agosto del 1946 funzionava anche il Reparto della Landsmanschaft (in polacco: Wydział Ziomkostw).
Nel giugno del 1946 fu stabilito anche chi entrava a fare parte della direzione del CKŻP: i posti vennero assegnati conformemente all’appartenenza politica, sulla base del compromesso tra i partiti ebraici legalizzati. In questo modo sei posti furono attribuiti ai comunisti ebrei (il cosiddetto gruppo ebraico del Partito Operaio Polacco – in polacco: Polska Partia Robotnicza), quattro al Bund, quattro al Ichud, tre a Poalej Syjon-Lewica (partito sionista di sinistra), tre a Poalej Syjon-Prawica (partito sionista di destra) e un posto a Hashomer Hatzair. La funzione di direttore la assunse Emil Sommerstein di Ichud, sostituito nel 1946 da Adolf Berman di Poalej Syjon-Lewica.
Tra il 1945 e il 1950 il CKŻP pubblicava il diario Dos Naje Lebn, dal 1947 invece il mensile Ojfgang per i giovani. Negli anni 1946-1947 funzionava anche la casa editrice Dos Naje Lebn (poi Undzer Leben).
Il Reparto di Cultura e Arte (in polacco: Wydział Kultury i Sztuki) aveva cura di una piccola cerchia di pittori e scultori sopravvissuti alla guerra. Il Comitato dava un appoggio finanziario e organizzativo alla riattivata Società Ebraica per la Diffusione delle Belle Arti (in polacco: Żydowskie Towarzystwo Krzewienia Sztuk Pięknych) dopo la guerra, e dal novembre del 1947 alla Società Ebraica di Cultura e Arte (in polacco: Żydowskie Towarzystwo Kultury i Sztuki), società fondata dai membri del Partito Operaio Polacco la quale gestiva tra l’altro centri locali di cultura, doposcuola e biblioteche, nonché aveva cura dei complessi artistici. Anche la casa di produzione cinematografica Kinor ottenne un aiuto finanziario. 
Mentre il comunismo in Polonia diventava sempre più forte, il gruppo ebraico del Partito Operaio Polacco gradualmente prendeva potere nel CKŻP. Nel 1948 vennero nazionalizzate 22 delle 32 scuole del CKŻP; il programma scolastico delle scuole rimaste si unificò con quello delle scuole pubbliche. L’anno successivo tutte le scuole entrarono nel sistema scolastico statale. Nel 1949 fu nominato il direttore del CKŻP Hersz Smolar, rappresentante del Partito Operaio Unificato Polacco presso il CKŻP.
Uno degli ultimi segni dell’eliminazione del pluralismo istituzionale ebreo da parte del potere statale ebbe luogo nel 1950, quando vennero unificati il CKŻP e la Società della Cultura Ebraica (in polacco: Towarzystwo Kultury Żydowskiej) per creare la Società Socioculturale degli Ebrei in Polonia (in polacco: Towarzystwo Społeczno-Kulturalne Żydów w Polsce) con la linea politica interamente conforme al sistema dello stato.